# Xian de Song
Pour les articles homonymes, voir Song (homonymie).
Le xian de Song (chinois : 嵩县 ; pinyin : Sōng xiàn) est un district administratif de la province du Henan en Chine. Il est placé sous la juridiction de la ville-préfecture de Luoyang.

## Démographie
La population du district était de 509 830 habitants en 1999.